# Línea E1 de Exprés.cat (ATM Área de Barcelona)

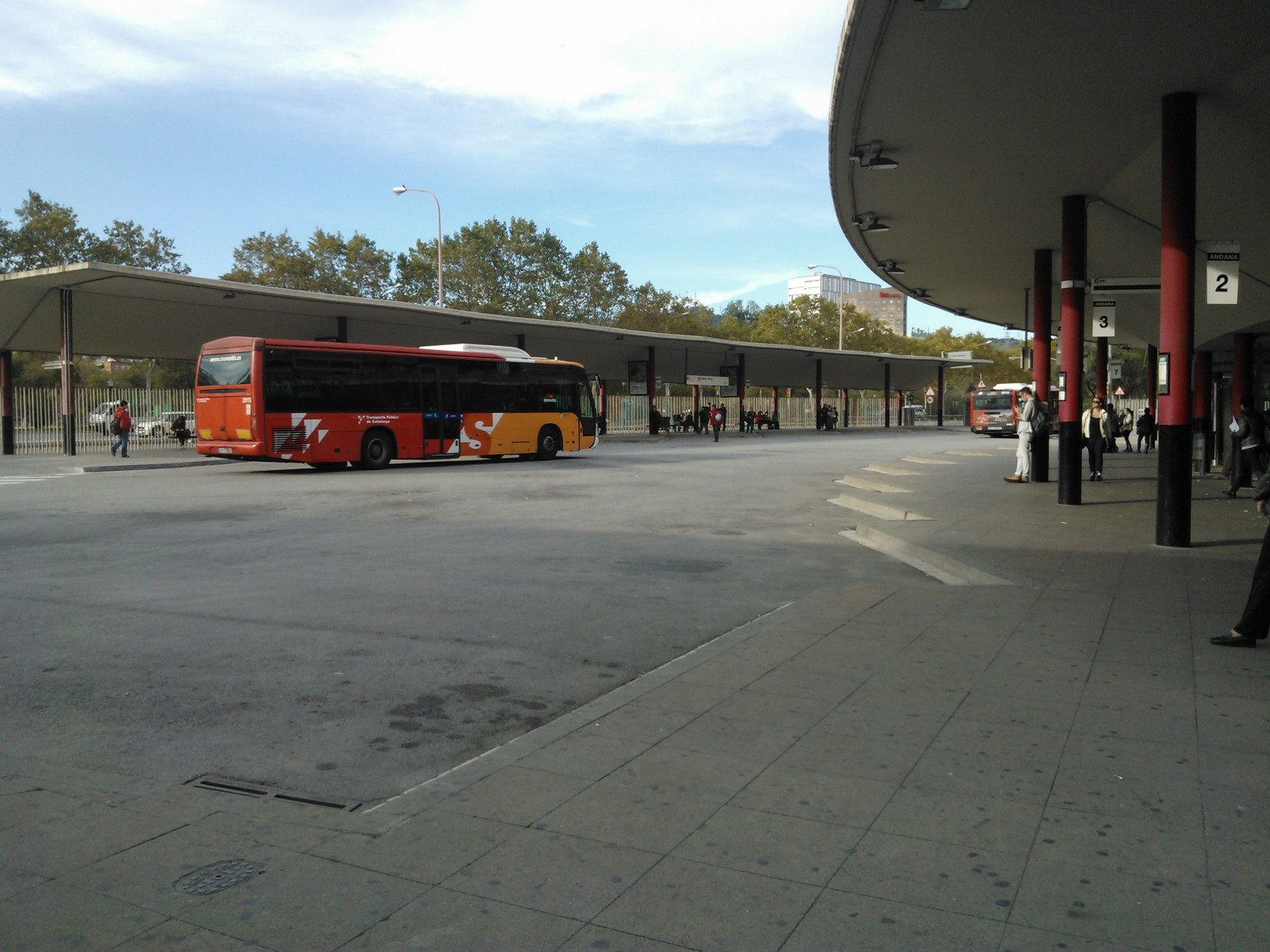
Estación de autobuses de Fabra i Puig en Barcelona, donde efectúa parada la línea E1 dirección Sabadell.

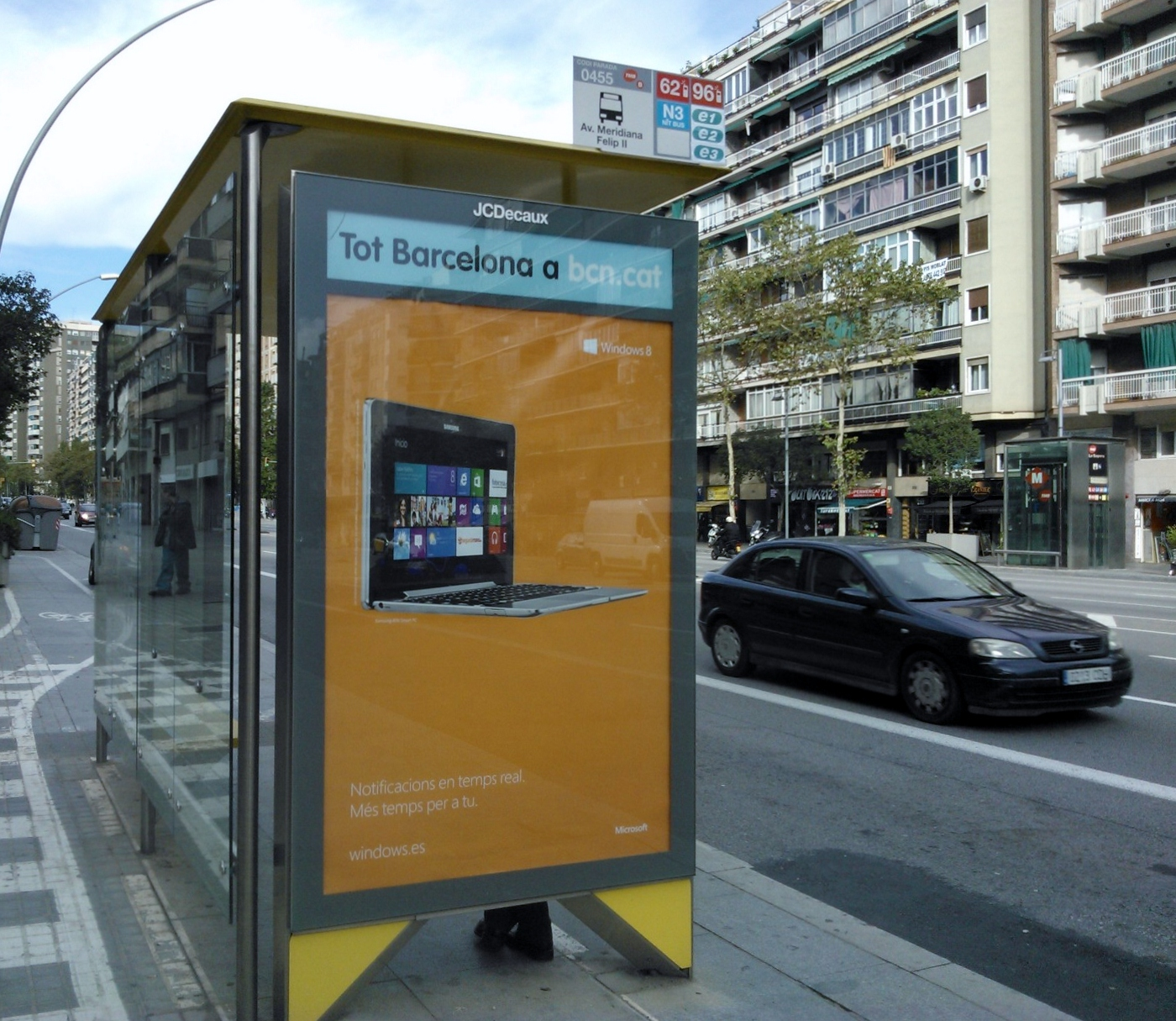
Parada de Barcelona-La Sagrera, lugar de destino de la línea E1 procedente de Sabadell.

La línea E1 es una línea de autobús interurbano de Cataluña de la red Exprés.cat que hace su recorrido entre Barcelona-La Sagrera y Sabadell. La línea entró en funcionamiento el 29 de octubre de 2012, coincidiendo con la entrada en funcionamiento del carril Bus-VAO de la C-58. Circula los días laborables con una frecuencia en hora punta de 15 minutos.

## Horario
| E1         | Mañana A: Barcelona                                  | Mañana A: Sabadell                                                       | Tarde A: Barcelona                                   | Tarde A: Sabadell                                    |
| Laborables | 06:00, 06:30 De 06:30 a 08:45 cada 15' 08:45 y 08:55 | De 06:30 a 07:15 cada 15' 07:15, 07:35, 07:50. De 07:50 a 09:30 cada 20' | 16:00, 16:30 De 16:30 a 20:45 cada 15' 20:45 y 21:15 | 16:30, 17:00 De 17:00 a 21:15 cada 15' 21:15 y 21:45 |
| Sábados    | No circula                                           | No circula                                                               | No circula                                           | No circula                                           |
| Festivos   | No circula                                           | No circula                                                               | No circula                                           | No circula                                           |

## Características de la línea
| Prestación                                | Disponibilidad en la línea |
| ----------------------------------------- | -------------------------- |
| Adaptada a                                | Sí                         |
| Información a los usuarios en tiempo real | Sí                         |
| Prioridad semafórica                      | Sí                         |
| Línea de tránsito rápido                  | No                         |
| Circula los sábados y festivos            | No                         |

## Paradas

### Dirección: Sabadell
| Nombre                                 | Enlaces | Municipio |
| -------------------------------------- | ------- | --------- |
| Av. Meridiana - Felipe II (La Sagrera) | E2 /    | Barcelona |
| Fabra i Puig (no estación autobuses)   | E2 /    | Barcelona |
| Ronda Ponent - Joan Plans              |         | Sabadell  |
| Plaza de Cataluña                      |         | Sabadell  |
| Eje Macià - Pi y Margall               |         | Sabadell  |
| Plaza de la Concordia                  |         | Sabadell  |

### Dirección: Barcelona-La Sagrera
| Nombre                                 | Enlaces | Municipio |
| -------------------------------------- | ------- | --------- |
| Plaza de la Concordia                  |         | Sabadell  |
| Eix Macià - Av. de los Peleteros       |         | Sabadell  |
| Embarcador                             |         | Sabadell  |
| Ronda Ponent - Plaza de Cataluña       |         | Sabadell  |
| Ronda Ponent- Margenat                 |         | Sabadell  |
| Av. Meridiana - Escocia                | E2 /    | Barcelona |
| Av. Meridiana - Felipe II (La Sagrera) | E2 /    | Barcelona |